# Procoptodon
Il procoptodonte (gen. Procoptodon), o procoptoda, era un canguro preistorico di taglia gigantesca, vissuto nel Pleistocene in Australia.
Il genere sembra derivare dal Simosthenurus, rendendo quindi quest'ultimo parafiletico.

## Dimensioni
La specie più nota, e anche la più grande, è P. goliah, che è il più grande canguro mai esistito.
P. goliah era alto fino a due metri con un peso compreso tra 200 e 240 chilogrammi; queste dimensioni lo rendevano uno dei più grandi animali del suo ecosistema.
Gli altri membri del genere erano più piccoli; Procoptodon gilli, il più piccolo dei canguri stenurini, raggiungeva un'altezza di circa un metro.

## Descrizione
Diversamente dai canguri odierni, questo genere gigante aveva una testa molto corta, munita di mascelle possenti e occhi rivolti in avanti. 
Le zampe posteriori del procoptodonte erano fornite di un solo grande dito, vagamente simile allo zoccolo di un cavallo. Grazie a questi strani "piedi", questo grande canguro si muoveva velocemente attraverso il territorio australiano, cercando fogliame ed erba da mangiare. Le zampe anteriori erano ugualmente strane: due delle cinque dita erano eccezionalmente lunghe e dotate di grandi artigli, forse usati per afferrare fronde degli alberi. La coda, infine, era piuttosto corta.
Il procoptodonte si estinse alla fine del Pleistocene, assieme ad altri marsupiali giganti come Diprotodon e Thylacoleo.

## Nella cultura di massa
- Il personaggio Gura, de L'Era Glaciale 4, è un procoptodonte.